# Extensaleyrodes falcata
Extensaleyrodes falcata là một loài côn trùng cánh nửa trong họ Aleyrodidae, phân họ Aleyrodinae.
Extensaleyrodes falcata được Bink-Moenen miêu tả khoa học đầu tiên năm 1983.